# Alekos Alexandrakis
Alekos Alexandrakis (grekiska: Αλέκος Αλεξανδράκης), född 27 november 1928, död 8 november 2005, grekisk skådespelare.

## Roller (i urval)
1. Xeirokrotimata (1944)
2. Dyo kosmoi (1949)
3. Agnostos (1954)
4. Stella (1955)
5. I pseftra (1963)
6. I soferina (1964)
7. To doloma (1964)
8. I komissa tis Kerkyras (1972)
9. I Maria tis Siopis (1973)